# محاصره جمهوری آرتساخ (۲۰۲۲–۲۰۲۳)
محاصره جمهوری آرتساخ در سال‌های ۲۰۲۳–۲۰۲۲ در ۱۲ دسامبر ۲۰۲۲ آغاز شد و آذربایجانی‌ها تنها جاده باقی مانده در داخل و خارج از جمهوری جداشده آرتساخ را مسدود کردند. منطقه محاصره شده در چندراهه شوشی-دشالتی است که تحت مأموریت مأموران حافظ صلح فدراسیون روسیه است. آذربایجان ادعا می‌کند افرادی که راهرو را مسدود می‌کنند «فعالان محیط زیست» هستند، اگرچه سابقه چندانی از فعالیت‌های زیست‌محیطی ندارند و اعتراضات در آذربایجان معمولاً به سرعت توسط پلیس آذربایجان متفرق می‌شود. افراد دخیل در محاصره از آن زمان خواستار ایجاد کنترل آذربایجان بر گذرگاه لاچین شدند.
چندین کشور برای محکوم کردن این محاصره عمل کرده‌اند و به این معناست که آذربایجان عمداً این بحران به عنوان بخشی از درگیری مداوم خود با ارمنستان بر سر قره باغ کوهستانی اعمال می‌کند. جمهوری آرتساخ ذخایر عادی غذا، سوخت و دارو خود را از دست داده‌است. در ۱۳ دسامبر، آذربایجان گاز ارمنستان به آرتساخ را قطع کرده بود. آژانس گازرسانی آذربایجان «آذریقاز» هرگونه دخالت در قطع گاز را تکذیب کرد. در ۱۶ دسامبر مقامات آرتساخ گزارش دادند که عرضه گاز دوباره برقرار شده‌است.

## زمینه
در ۳ دسامبر، ستاد اطلاع‌رسانی آرتساخ گزارش داد که گروهی از آذربایجانی‌ها گذرگاه لاچین بین استپاناکرت و گوریس را در تقاطع اطراف شوشی - کارین تاک مسدود کردند. پس از ۴ ساعت بسته شدن جاده دوباره باز شد اما آذربایجان اعلام کرد متخصصان را به محل استقرار نیروهای حافظ صلح روسیه اعزام می‌کند. از آنجایی که گذرگاه لاچین تنها مسیر حمل و نقل در داخل و خارج از آرتساخ است، اغلب به عنوان یک «راه نجات» ضروری برای ساکنان آرتساخ توصیف شده‌است. در سال ۲۰۱۷، بزرگراه دوم بین آرتساخ و ارمنستان (بزرگراه واردنیس - مارتاکرت) ساخته شد، اما از زمانی که آذربایجان کنترل بخش بین دادیوانک و مارتاکرت را در جریان جنگ دوم قره باغ کوهستانی به دست گرفت، عملیاتی نشده‌است. از زمانی که فرودگاه استپاناکرت (آرتساخ) در سال ۱۹۹۰ بسته شد، ترانزیت هوایی منظم هم در داخل و خارج از آرتساخ وجود نداشته‌است.
در ۱۰ دسامبر، وزارتخانه‌های اقتصاد و حفاظت از محیط زیست و منابع طبیعی آذربایجان بیانیه مشترکی صادر کردند که بر اساس آن آذربایجان مشاهدات زیست‌محیطی در قلمرو جمهوری آرتساخ را آغاز می‌کند. در همان روز گروهی از آذربایجانی‌ها قصد ورود به معدن کاشن را داشتند که مأموران امنیتی معدن اجازه ورود به معدن را ندادند.

## محاصره
صبح روز ۱۲ دسامبر، گروهی از آذربایجانی‌ها که خود را دوستدار محیط زیست می‌نامند، تنها جاده ارتباطی ارمنستان به آرتساخ را مسدود کردند. به گفته این گروه، آنها به اقدامات حافظان صلح روسی که گفته می‌شود بهره‌برداری غیرقانونی از ذخایر معدنی در مناطق تحت کنترل خود را پنهان می‌کنند، اعتراض دارند. پس از مدتی افراد درگیر در محاصره در وسط راه چادر زدند. به گزارش رسانه‌های آذربایجان، گروه‌های غیردولتی محیط‌زیست در اعتراض به عدم دسترسی به معادن درومبون و کاشین، خواستار ملاقات با آندری ولکوف، فرمانده نیروهای حافظ صلح روسیه شدند. اینکه آیا این‌ها فعالان محیط زیست واقعی هستند یا نه، هنوز یک سؤال باز است. با قضاوت بر اساس ویدئوی صحنه، در میان افرادی که راهرو را مسدود کرده‌اند، کارمندان شرکت‌های دولتی و حتی به گزارش سرویس بی‌بی‌سی آذربایجان، کارگران شرکت‌های ترکیه حاضر هستند. از نظر ظاهری، این عمل بیشتر سیاسی به نظر می‌رسد تا محیط زیستی. به عنوان مثال، شرکت کنندگان پرچم بزرگ آذربایجان را حمل می‌کردند و بسیاری از آنها در پرچم ملی خود را پیچیده بودند. چندین زن در این تظاهرات کت‌هایی از جنس خز می‌پوشند، که دلیل دیگری برای شک در ارتباط شرکت کنندگان با جنبش محیط زیستی ایجاد می‌کند. شعارهای ملی گرایانه جای شعارهای زیست‌محیطی را گرفته‌است و از تعدادی از تظاهرکنندگان عکس گرفته شده‌است که با دست خود در حال نمایش نماد سازمان راست افراطی ترکیه، گرگ‌های خاکستری هستند.
در چهارمین روز محاصره، افراد درگیر به فهرست خواسته‌های خود «بازگرداندن کنترل توسط تمام ساختارهای دولتی آذربایجان از جمله وزارت امور داخلی، سرویس مرزی دولتی و کمیته گمرکات دولتی در امتداد گذرگاه لاچین» را اضافه کردند.
دیده‌بان حقوق بشر گزارش داد که نیروهای حافظ صلح روسیه «همچنین مانعی بر سر راه برای جلوگیری از تشنج بیشتر اوضاع در صورت پیشروی مردم جمع شده به سوی مین‌ها در مناطق تحت کنترل قره باغ کوهستانی ایجاد کردند» در حالی که جمهوری آذربایجان مسئولیت داشتن در بستن جاده را رد می‌کند.
در شامگاه ۱۳ آذرماه، آذربایجان نیروهای داخلی و نیروهای پلیس را به قسمت بسته جاده منتقل کرد. به گزارش رسانه‌های آذربایجان، افسران نظامی و پلیس نیروهای داخلی وزارت امور داخله آذربایجان برای «تأمین امنیت شرکت‌کنندگان در عملیات» به محل تظاهرات رسیدند

## بحران انسانی

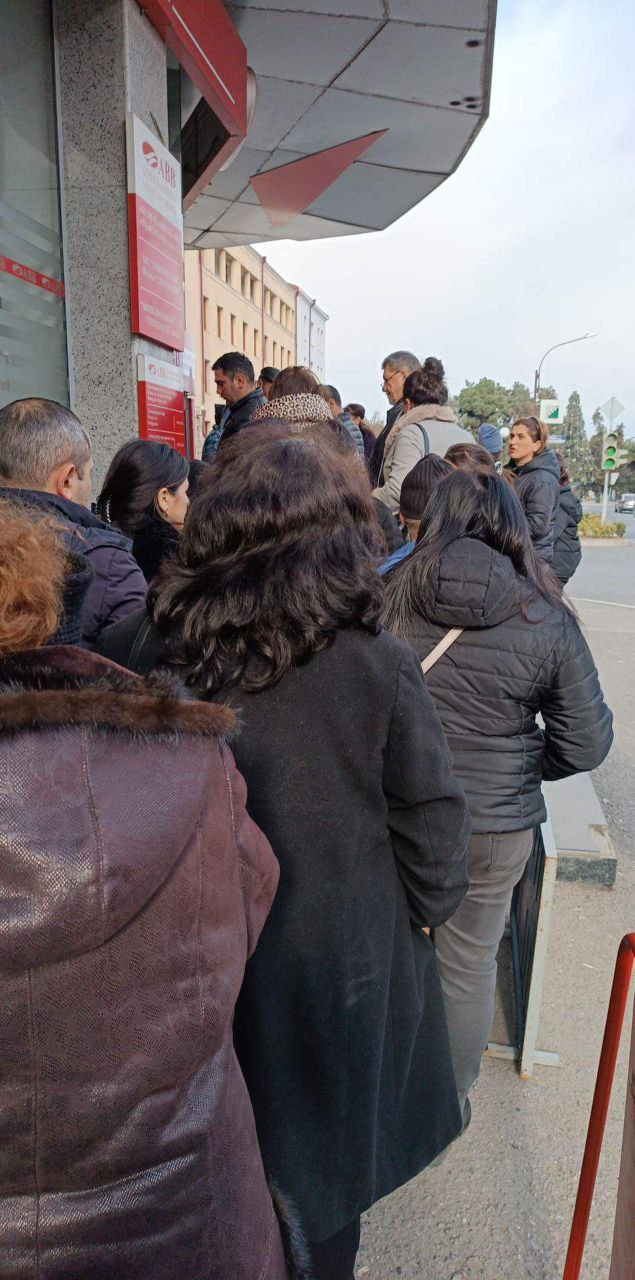
صف مردم جلوی خودپرداز در منطقه ارمنی نشین محاصره شده‌ی قره باغ

وزارت بهداشت آرتساخ گزارش داد که در نتیجه مسدود شدن راه ارتباطی آرتساخ با ارمنستان توسط جمهوری آذربایجان، انتقال شهروندان آرتساخی که مشکلات بهداشتی جدی دارند به ایروان همچنان غیرممکن است.
به گفته مدافع حقوق بشر آرتساخ، به دلیل بسته شدن جاده آرتساخ - ارمنستان در شب ۱۲ دسامبر ۱۱۰۰ نفر از جمله ۲۷۰ کودک در شرایط سرد زمستانی در جاده‌ها رها شدند.
ستاد اطلاع‌رسانی آرتساخ گزارش می‌دهد که در نتیجه انسداد تنها راه ارتباطی آرتساخ به ارمنستان، جوامع متسشن، هینشن، یغتساهوغ و لیساگور استان شوشی عملاً محاصره شده‌اند. تحویل مواد غذایی، به ویژه نان و آرد، و همچنین سایر مایحتاج اولیه به این جوامع غیرممکن شده‌است.
در ۱۳ دسامبر، آذربایجان گاز ارمنستان به آرتساخ را قطع کرده بود. آژانس گازرسانی آذربایجان «آذریقاز» هرگونه دخالت در قطع گاز را تکذیب کرد. در ۱۶ دسامبر مقامات آرتساخ گزارش دادند که عرضه گاز مجدداً برقرار شده‌است.
در ۱۶ دسامبر، آذربایجان اعلام کرد که یک خط تلفن برای کمک به مردم ارمنی قره باغ ایجاد کرده‌است. در ۱۹ دسامبر، چندین خودروی کمیته بین‌المللی صلیب سرخ از طریق راهرو عبور کردند، صلیب سرخ گزارش داد که انتقال بیمار نیازمند کمک فوری پزشکی را از طریق جاده لاچین به ارمنستان تسهیل کرده‌است. وزارت خارجه آذربایجان با صدور بیانیه ای اعلام کرد که نیازهای بشردوستانه تأمین خواهد شد. به گزارش دیده‌بان حقوق بشر که به برخی گزارش‌های رسانه‌ها اشاره می‌کند، به چند کامیون حافظ صلح روسیه که گفته می‌شود حاوی کالاهای بشردوستانه بودند، اجازه عبور داده شد، اگرچه مشخص نیست این کالاها برای چه کسی در نظر گرفته شده‌است. گغام استپانیان، بازرس حقوق بشر آرتساخ به دیده‌بان حقوق بشر گفت که این کالاها برای مردم قره باغ کوهستانی نیست. این جاده برای عموم مردم و حمل و نقل کالا بسته‌است.
مقامات بهداشت و درمان آرتساخ گزارش دادند که در نتیجه محاصره گذرگاه لاچین توسط جمهوری آذربایجان، یک بیمار که نیاز به درمان نجات ازمرگ داشت جان خود را از دست داده‌است.

## واکنش‌ها

### داخلی
- ارمنستان – وزارت امور خارجه ارمنستان اعلام کرد که اقدامات تحریک آمیز آذربایجان ممکن است منجر به یک فاجعه انسانی در مقیاس بزرگ شود.[۳۷]
- جمهوری آذربایجان – وزارت امور خارجه آذربایجان محاصره را رد کرد و ادعا کرد که «حمل و نقل غیرنظامی می‌تواند آزادانه در هر دو جهت برقرار شود» و «آمادگی برای برآوردن نیازهای بشردوستانه ارامنه قومی ساکن قره باغ» را اعلام کرد.[۳۸][۳۹]

### بین‌المللی
- برزیل – رونالدو کاستا فیلهو، سفیر این کشور، خواستار ایجاد کانال‌های گفتگوی باز شد و گفت: «هر گونه مانع تراشی، رفاه مردم قره‌باغ کوهستانی را به خطر می‌اندازد و روند آشتی بین ارمنستان و آذربایجان را تهدید می‌کند."[۴۰]
- کانادا – وزارت خارجه کانادا از آذربایجان خواست تا گذرگاه لاچین را باز کند.[۴۱]
- قبرس – قبرس از آذربایجان خواست تا محاصره گذرگاه لاچین را لغو کند و عرضه گاز را بازگرداند.[۴۲]
- استونی – وزارت امور خارجه استونی نسبت به ادامه محاصره گذرگاه لاچین، و در نتیجه «رنج انسانی شدید مردم محلی در قره باغ کوهستانی» ابراز نگرانی کرد.[۴۳]
- فرانسه – وزارت خارجه فرانسه خواستار رفع انسداد گذرگاه لاچین بدون هیچ قید و شرط و احترام به حقوق ارامنه مقیم قره باغ شد.[۴۴]
- آلمان – کمیسر آلمان برای حقوق بشر و کمک‌های بشردوستانه با اشاره به خطر اثرات انسانی شدید برای غیرنظامیان در قره‌باغ کوهستانی خواستار احیای حرکت آزادانه افراد، وسایل نقلیه و کالاها در گذرگاه لاچین در اسرع وقت شد.[۴۵]
- یونان – وزارت امور خارجه یونان از مقامات آذربایجان خواست که آزادی و امنیت رفت و آمد و حمل و نقل را بدون هیچ پیش شرطی تضمین کنند و مردم محلی را از سختی و ناراحتی در امان نگه دارند.[۴۶]
- جمهوری ایرلند - ایرلند از آذربایجان می‌خواهد که فوراً و بدون قید و شرط آزادی و امنیت را در گذرگاه لاچین بازگرداند.[۴۷]
- لیتوانی – وزارت امور خارجه لیتوانی نسبت به ادامه محاصره گذرگاه لاچین و پیامدهای انسانی شدید ناشی از آن برای قره باغ کوهستانی ابراز نگرانی کرد.[۴۸]
- هلند – وزارت امور خارجه هلند خواستار رفع انسداد گذرگاه لاچین و از سرگیری مذاکرات صلح ارمنستان و آذربایجان شد.[۴۹]
- نروژ – مونا جول، وزیر امور خارجه، از آذربایجان خواست تا حرکت ایمن در گذرگاه لاچین را تضمین کند: "به نفع هیچ کس نیست که یک وضعیت انسانی قابل اجتناب در قره باغ کوهستانی ایجاد شود… جامعه بین المللی نمی‌تواند فقط "طوفان را تحمل کند" تا وضعیت آرام شود"[۴۰]
- روسیه – ماریا زاخارووا، سخنگوی وزارت خارجه روسیه گفت: «وزارت دفاع روسیه و نیروهای حافظ صلح روسیه به‌طور فعال برای کاهش تنش‌ها تلاش کرده‌اند و ما انتظار داریم که در آینده نزدیک ارتباطات کامل حمل و نقل برقرار شود».[۵۰]
- اسپانیا - کنگره اسپانیا به اتفاق آرا بیانیه‌ای را تصویب کرد که در آن از مقامات آذربایجان می‌خواهد که آزادی و ایمنی رفت و آمد در طول گذرگاه را مطابق با اعلامیه سه‌جانبه ۹ نوامبر ۲۰۲۰ تضمین کنند. محدودیت‌های حرکت آزاد باعث رنج زیادی برای مردم می‌شود و می‌تواند یک بحران انسانی ایجاد کند.».[۵۱][۵۲]
- ایالات متحده آمریکا – ند پرایس، سخنگوی وزارت امور خارجه ایالات متحده گفت که بسته شدن این گذرگاه عواقب انسانی جدی دارد و از آذربایجان خواست تا تردد آزاد از طریق گذرگاه لاچین را احیا کند. ودانت پاتل، معاون سخنگوی وزارت امور خارجه ایالات متحده در ۱۶ دسامبر گفت که بسته شدن گذرگاه لاچین پیامدهای بالقوه انسانی شدیدی دارد و خواستار احیای حرکت آزاد از طریق این گذرگاه در اسرع وقت شد. سفیر رابرت آ. وود، نماینده جایگزین برای امور ویژه سیاسی، از «دولت آذربایجان و سایرین که مسئول امنیت گذرگاه هستند، خواست تا در اسرع وقت تردد آزاد، از جمله برای استفاده‌های بشردوستانه و تجاری را بازگردانند.» در جریان نشست شورای امنیت سازمان ملل متحد در ۲۰ دسامبر ۲۰۲۲. در ۲۲ دسامبر ۲۰۲۲، جیک سالیوان، مشاور امنیت ملی ایالات متحده، نگرانی مداوم ایالات متحده را در مورد ممانعت از دسترسی به گذرگاه لاچین و پیامدهای بشردوستانه فزاینده این وضعیت ابراز کرد و خواستار بازگرداندن کامل حرکت آزاد در راهرو شد.[۵۳]
- اروگوئه – سنای اروگوئه خواستار پایان محاصره آرتساخ توسط آذربایجان برای پایان دادن به آزار و اذیت غیرنظامیان شد و با مردم آرتساخ ابراز همبستگی کرد.[۵۴][۵۵][۵۶]
- واتیکان – پاپ فرانسیس نگرانی خود را در مورد «شرایط انسانی متزلزل مردم که در فصل زمستان در خطر وخامت بیشتری قرار دارد» ابراز کرد و از «وضعیت ایجاد شده در گذرگاه لاچین در قفقاز جنوبی» سخن گفت.[۵۷]

### فراملی
اتحادیه اروپا - اتحادیه اروپا از آذربایجان می‌خواهد که آزادی رفت و آمد را تضمین کند و محدودیت‌های این آزادی رفت و آمد باعث ناراحتی قابل توجهی برای جمعیت محلی و ایجاد نگرانی‌های بشردوستانه می‌شود. گزارشگران مشترک شورای امنیت برای نظارت بر آذربایجان و ارمنستان نیز بیانیه مشترکی منتشر کردند که در آن خواستار احیای فوری آزادی رفت و آمد در امتداد گذرگاه لاچین شدند.
کمیسر حقوق بشر شورای اروپا با صدور بیانیه ای نسبت به وضعیت اطراف قره باغ کوهستانی ناشی از محاصره گذرگاه لاچین ابراز نگرانی کرد و از مسئولین حفظ نظم و امنیت عمومی گذرگاه خواست تا تمام اقدامات لازم را برای احیای این گذرگاه انجام دهند. حرکت در امتداد آن جاده به عنوان یک موضوع فوری و جلوگیری از وخامت اوضاع انسانی». دونیا میاتوویچ، کمیسر حقوق بشر شورای اروپا در ۲۲ دسامبر ۲۰۲۲ نوشت که «حرکت در امتداد گذرگاه لاچین باید با فوریت احیا شود تا از وخامت اوضاع انسانی در قره باغ کوهستانی جلوگیری شود».
سازمان ملل – محاصره گذرگاه لاچین در شورای امنیت سازمان ملل مورد بحث قرار گرفت. همه اعضای شورای امنیت که سخنرانی کردند از باکو خواستند که حرکت آزاد و ایمن در طول گذرگاه لاچین را تضمین کند. با این حال پس از این نشست هیچ قطعنامه ای اتخاذ نشد.

### سازمان‌های غیردولتی
موسسه لمکین برای پیشگیری از نسل‌کشی - این سازمان دو «هشدار پرچم سرخ» در آذربایجان صادر کرد و محاصره را به عنوان «عملی جنایتکارانه که قصد ایجاد رعب و وحشت و شرایط غیرقابل تحمل زندگی برای مردم آرتساخ را دارد» توصیف کرد. این دو رویدادهای مجزا نیستند. در عوض، آنها در قالب یک الگوی نسل‌کشی بزرگتر علیه ارمنستان و ارامنه توسط رژیم آذربایجان انجام می‌شوند.» این گروه همچنین نوشت: «نیت نسل‌کشی باکو هرگز واضح‌تر از این نبوده‌است و اقدامات انجام شده تا به امروز به شدت این نتیجه را پیش‌بینی می‌کند.»
همبستگی بین‌المللی مسیحی – رئیس نهاد، جان ایبنر، محاصره آذربایجان را محکوم کرد و گفت: «روند نسل‌کشی ارامنه از زمان قتل‌عام‌های عثمانی در اواخر قرن نوزدهم ادامه داشته‌است. اکنون دیکتاتوری آذربایجان با محاصره کردن قره باغ کوهستانی قصد خود را برای اجرای مرحله دیگری از نسل‌کشی مخابره می‌کنند. CSI همچنین بیانیه ای منتشر کرد: «همبستگی بین‌المللی مسیحی در همبستگی با مسیحیان ارمنی قره باغ کوهستانی می‌ایستد. ما از حق آنها برای اداره خود در سرزمین مادری خود حمایت می‌کنیم و از ایالات متحده، بریتانیا، و اتحادیه اروپا و فدراسیون روسیه می‌خواهیم که آذربایجان را مجبور به پایان دادن به محاصره قره باغ کوهستانی کنند.»
جایزه آورورا برای بیداری بشریت – اعضای ابتکار بشردوستانه آورورا، دولت آذربایجان را به دلیل مسدود کردن تنها جاده ای که آرتساخ به ارمنستان را متصل می‌کند، و تشابهاتی بین بحران انسانی ایجاد شده توسط آن و محاصره برلین در سال ۱۹۴۸ توسط اتحاد جماهیر شوروی، محکوم کردند.
انجمن پزشکی جهانی – دکتر فرانک اولریش مونتگومری، رئیس شورای انجمن پزشکی جهانی، از دولت آذربایجان خواست تا دسترسی ایمن از طریق گذرگاه لاچین، مسیری حیاتی برای تحویل مواد غذایی حیاتی و تجهیزات پزشکی، تضمین کند تا از بدتر شدن این بحران انسانی جلوگیری شود.